# Tofiq Bəhramov
Tofik Bahramov (oroszul: То́фик Бахра́мов, azeriül: Tofiq Bəhramov; Baku, 1925. november 29. – 1993. október 12.) szovjet nemzetközi labdarúgó-játékvezető.

## Pályafutása

### Labdarúgóként
1943 és 1949 között volt labdarúgó a Szpartak Baku, a Gyinamo Baku és a Nyeftyanyik Baku egyesületeiben.

### Nemzeti játékvezetés
Fiatal korában kosárlabdázott, egy véletlen sodorta a játékvezetői pályára. Egy ifjúsági mérkőzést tekintett meg, amikor az őt jól ismerő sportvezető felkérte, hogy segítse levezetni a mérkőzést, mert a játékvezető nem érkezett meg. A játékvezetői vizsgát 1951-ben tette le. A küldési gyakorlat szerint rendszeres partbírói tevékenységet nem végzett, a Szovjetunióban önálló partbírói keret segítette a játékvezetők munkáját. Az I. Liga játékvezetőjeként 1976-ban vonult vissza.

### Nemzetközi játékvezetés
A Szovjet labdarúgó-szövetség Játékvezető Bizottsága (JB) terjesztette fel nemzetközi játékvezetőnek, a Nemzetközi Labdarúgó-szövetség (FIFA) 1964-től tartotta nyilván bírói keretében. Több nemzetek közötti válogatott és klubmérkőzést vezetett. Partbíró nem volt, mert a szövetség önálló partbírói keretet működtetett. Képességeit elismerve sorra vezette Európában a jelentős nemzetközi találkozókat. A szovjet nemzetközi játékvezetők rangsorában, a világbajnokság-Európa-bajnokság sorrendjében többedmagával a 6. helyet foglalja el 7 találkozó szolgálatával. Az aktív nemzetközi játékvezetéstől 1974-ben búcsúzott.

#### Labdarúgó-világbajnokság
Három világbajnoki döntőhöz vezető úton Angliába a VIII., az 1966-os labdarúgó-világbajnokságra, Mexikóba a IX., az 1970-es labdarúgó-világbajnokságra, valamint Nyugat-Németországba a X., az 1974-es labdarúgó-világbajnokságra a FIFA JB játékvezetőként foglalkoztatta. A FIFA JB elvárása szerint, ha nem vezetett, akkor partbíróként tevékenykedett. 1966-ban kettő csoportmérkőzésen és a döntőben volt partbíró. Az Anglia-NSZK döntő mérkőzésen, az ő jelzésére fogadta el Gottfried Dienst az angolok az óta vitatott gólját. A gól emléke, a vita túlélte őt. 1995-ben angol egyetemi tudósok (!) számítógépes elemzéssel, évek munkájával kiderítették a gól - nem volt gól. A videó felvételek alapján kiszámították a labda becsapódásának szögét, a sebességet, a megtett utat, a labda röppályájának ívét, kalkulálták a légellenállást - figyelembe vettek mindent, amit csak lehetett. Számításaik során kihagyták azt a lehetőséget, hogy a  játékvezetőnek, a partbírónak egy pillanat töredéke alatt kell eldöntenie az eseményt. Régen sem, ma sem áll rendelkezésre csúcstechnológia a döntések meghozatalának elősegítésére. 1970-ben egy csoportmérkőzésen és az egyik elődöntőben volt partbíró. Egy csoportmérkőzés kivétellel minden esetben első számú pozícióba kapott küldést, a játékvezető sérülése esetén továbbvezethette volna a találkozót. Világbajnokságokon vezetett mérkőzéseinek száma: 2 + 5 (partjelzés).

##### 1966-os labdarúgó-világbajnokság

###### Selejtező mérkőzés
| Időpont          | Helyszín                   | Mérkőzés típusa           | Mérkőzés               | Eredmény | Nézők száma |
| ---------------- | -------------------------- | ------------------------- | ---------------------- | -------- | ----------- |
| 1965. június 23. | Olimpiai Stadion, Helsinki | előselejtező (8. csoport) | Finnország–Olaszország | 0 : 2    | 19 995      |

###### Világbajnoki mérkőzés
| Időpont          | Helyszín                        | Mérkőzés típusa              | Mérkőzés            | Eredmény | Nézők száma |
| ---------------- | ------------------------------- | ---------------------------- | ------------------- | -------- | ----------- |
| 1966. július 15. | Hillsborough Stadion, Sheffield | csoportmérkőzés (B. csoport) | Spanyolország–Svájc | 2 : 1    | 32 000      |

##### 1970-es labdarúgó-világbajnokság

###### Világbajnoki mérkőzés
| Időpont         | Helyszín                         | Mérkőzés típusa              | Mérkőzés     | Eredmény | Nézők száma |
| --------------- | -------------------------------- | ---------------------------- | ------------ | -------- | ----------- |
| 1970. június 6. | Guanajuato Stadion, Mano de León | csoportmérkőzés (4. csoport) | Peru–Marokkó | 3 : 0    | 13 500      |

##### 1974-es labdarúgó-világbajnokság

###### Selejtező mérkőzés
| Időpont            | Helyszín                         | Mérkőzés típusa           | Mérkőzés              | Eredmény | Nézők száma |
| ------------------ | -------------------------------- | ------------------------- | --------------------- | -------- | ----------- |
| 1972. október 18.  | Idrætsparken Stadion, Koppenhága | előselejtező (8. csoport) | Dánia–Skócia          | 1 : 4    | 31 200      |
| 1972. december 10. | Mithatpașa Stadion, Isztambul    | előselejtező (2. csoport) | Törökország–Luxemburg | 3 : 0    | 36 805      |

#### Labdarúgó-Európa-bajnokság
Kettő európai-labdarúgó torna döntőjéhez vezető úton Olaszországba a III., az 1968-as labdarúgó-Európa-bajnokságra és Belgiumba a IV., az 1972-es labdarúgó-Európa-bajnokságra az UEFA JB bíróként alkalmazta.

##### 1968-as labdarúgó-Európa-bajnokság

###### Selejtező mérkőzés
| Időpont              | Helyszín                     | Mérkőzés típusa           | Mérkőzés         | Eredmény | Nézők száma |
| -------------------- | ---------------------------- | ------------------------- | ---------------- | -------- | ----------- |
| 1967. szeptember 27. | Népstadion Stadion, Budapest | előselejtező (5. csoport) | Magyarország–NDK | 3 : 1    | 75 000      |

##### 1972-es labdarúgó-Európa-bajnokság

###### Selejtező mérkőzés
| Időpont         | Helyszín                     | Mérkőzés típusa           | Mérkőzés               | Eredmény | Nézők száma |
| --------------- | ---------------------------- | ------------------------- | ---------------------- | -------- | ----------- |
| 1971. május 19. | Vasil Levski Stadion, Szófia | előselejtező (2. csoport) | Bulgária– Magyarország | 3 : 0    | 28 342      |

#### Nemzetközi kupamérkőzések
Vezetett kupadöntők száma: 2.

##### UEFA-kupa
Kiegyensúlyozott nemzetközi szolgálatának elismeréseként az UEFA JB megbízta a döntő találkozó irányításával.
| Időpont        | Helyszín                        | Mérkőzés típusa     | Mérkőzés                                        | Eredmény | Nézők száma |
| -------------- | ------------------------------- | ------------------- | ----------------------------------------------- | -------- | ----------- |
| 1972. május 3. | Molineux Stadion, Wolverhampton | döntő első mérkőzés | Wolverhampton Wanderers FC–Tottenham Hotspur FC | 1 : 2    | 38 362      |

##### Interkontinentális kupa
A FIFA JB elismerve nemzetközi szakmai felkészültségét felkérte a döntő találkozó vezetésével.
| Időpont              | Helyszín                     | Mérkőzés típusa        | Mérkőzés                          | Eredmény |
| -------------------- | ---------------------------- | ---------------------- | --------------------------------- | -------- |
| 1972. szeptember 28. | Olimpiai Stadion, Amszterdam | döntő második mérkőzés | AFC Ajax–Independiente (argentin) | 3 : 0    |

## Sportvezetőként
Edzőként is tevékenykedett, majd játékvezetői pályafutását követően különböző sport tanácsadói feladatokat vállalt. Azerbajdzsán függetlenségének kikiáltásakor szinte új erőre kapott, elvállalta az immár önálló országos labdarúgó-szövetség főtitkári posztját.

## Sikerei, díjai
Az angol világbajnokság döntőjében való tevékenységének emlékére a FIFA játékvezető bizottságának vezetése átadta részére a világbajnoki kupa aranyozott mást. A Szovjetunió-ban elismerésül, 100 első osztályú bajnoki mérkőzés vezetését követően arany, 80 esetében ezüst, 60 esetében bronz jelvényt kapnak a játékvezetők. 1971-ben Arany jelvény elismerést kapott, mert hazájában 100 első osztályú bajnoki mérkőzést vezetett. Az azeri nemzeti stadionjuk az orosz partjelző tiszteletére a Tofik Bahramov nevét viseli. Amikor Anglia és Azerbajdzsán a 2006-os labdarúgó-világbajnokság ugyanazon selejtezőcsoportjába került, bakui mérkőzésük előtt Bahramov és a 40 évvel korábbi világbajnoki döntő emlékére megemlékezést tartottak, amelyen Geoff Hurst, Michel Platini és a FIFA-elnök Joseph Blatter is részt vett. A megemlékezés keretében a névadó sportember szobrának leleplezésére is sor került.

## Írásai
1967-ben jelent meg az 1001 mérkőzés című könyve.

## Külső hivatkozások
- Tofik Bakhramov. World Referee. [2011. szeptember 22-i dátummal az eredetiből archiválva]. (Hozzáférés: 2010. december 14.)
- Tofik Bakhramov. scoreshelf.com. [2016. március 11-i dátummal az eredetiből archiválva]. (Hozzáférés: 2010. december 14.)
- Tofik Bakhramov. ask.com. (Hozzáférés: 2010. december 14.)
- Tofik Bakhramov. zerozerofootball.com. (Hozzáférés: 2010. december 14.)[halott link]
- Tofik Bakhramov. findtarget.com. (Hozzáférés: 2010. december 14.)[halott link]